# 徐荫祥
徐荫祥（1907年—1986年），男，江苏吴县人，中国耳鼻喉科学家，曾任第三届全国人大代表，第五、六届全国政协委员。

## 家庭
父亲徐允修，哥哥徐荫祺。